# 三浦為章
三浦 為章（みうら ためあき）は、江戸時代後期の紀州藩家老。三浦長門守家第7代当主。官位は従五位下長門守。

## 生涯
享和3年（1803年）4月6日、紀州藩家老・三浦為積の長男として紀伊国で生まれる。幼名は祥太郎。文化12年（1815年）に名を為章と改め、翌文化13年（1816年）に通称を将監と称する。文化14年（1817年）3月には紀州藩主・徳川治宝に初めて拝謁し、翌文化15年（1818年）2月15日に治宝を烏帽子親として和歌山城で元服。文政4年（1821年）7月、梅小路定肖の娘と婚姻。
文政6年（1823年）5月28日、父の隠居により家督と知行1万5,000石を相続し、文政13年（1830年）5月17日に加判に列する。天保6年（1835年）に藩主・徳川斉順の参勤交代に従って江戸に出府し、同年5月1日には江戸城で第11代将軍・徳川家斉に拝謁。同年12月16日、長門守に任官。翌天保7年（1836年）1月に紀州帰国の命を受け、帰国途中の3月には遠祖・三浦義明の菩提寺である満昌寺に、3月5日には伊勢神宮に参拝し、3月15日に和歌山に帰国。天保9年（1838年）2月5日に正室が死去したため、同年5月5日に渡辺主水の妹を継室として迎える。
天保12年（1841年）3月2日、病のため死去。享年39（満37歳没）。墓所は和歌山県和歌山市の了法寺。家督は嫡男・為質が相続した。
なお、『南総里見八犬伝』の作者・曲亭馬琴の筆記助手を務めた土岐村路（馬琴の嫡子・宗伯の妻）の父は、為章に仕えた医師・土岐村元立である。

## 系譜
- 父：三浦為積
- 母：真珠院（安藤道紀の娘）
- 正室：梅小路定肖の娘
- 継室：貞（渡辺主水の妹）
- 側室：西郷十左衛門の娘
  - 長女：路（早世）
  - 四女：乙（早世）
- 側室：荒川平兵衛の妹
  - 次女：茂
  - 三女：芳（早世）
  - 長男：辰之助（早世）
- 側室：山田八九郎の娘
  - 五女：菜（早世）
  - 次男：興之丞（早世）
- 側室：岡田上芳（四郎五郎）の娘
  - 六女：延（村上彦右衛門[1]室）
  - 四男：三浦為質（権五郎）
- 側室：鈴木善之進の姪
  - 三男：嘉之丞（早世）
  - 七女：楠代（初名は愛のち八重、角倉玄祐室）
  - 八女：万千（初名は恒、高木鉄三郎[2]室）
- 側室：大多和弥次右衛門の娘
  - 五男：水野正義（初名は直之助のち房之助のち元之助、水野正知の養子）